# Gordon MacRae
Pour les articles homonymes, voir MacRae.
Gordon MacRae, né le 12 mars 1921 à East Orange (New Jersey), États-Unis et mort le 24 janvier 1986 à Lincoln (Nebraska), États-Unis, est un acteur et chanteur américain.

## Biographie

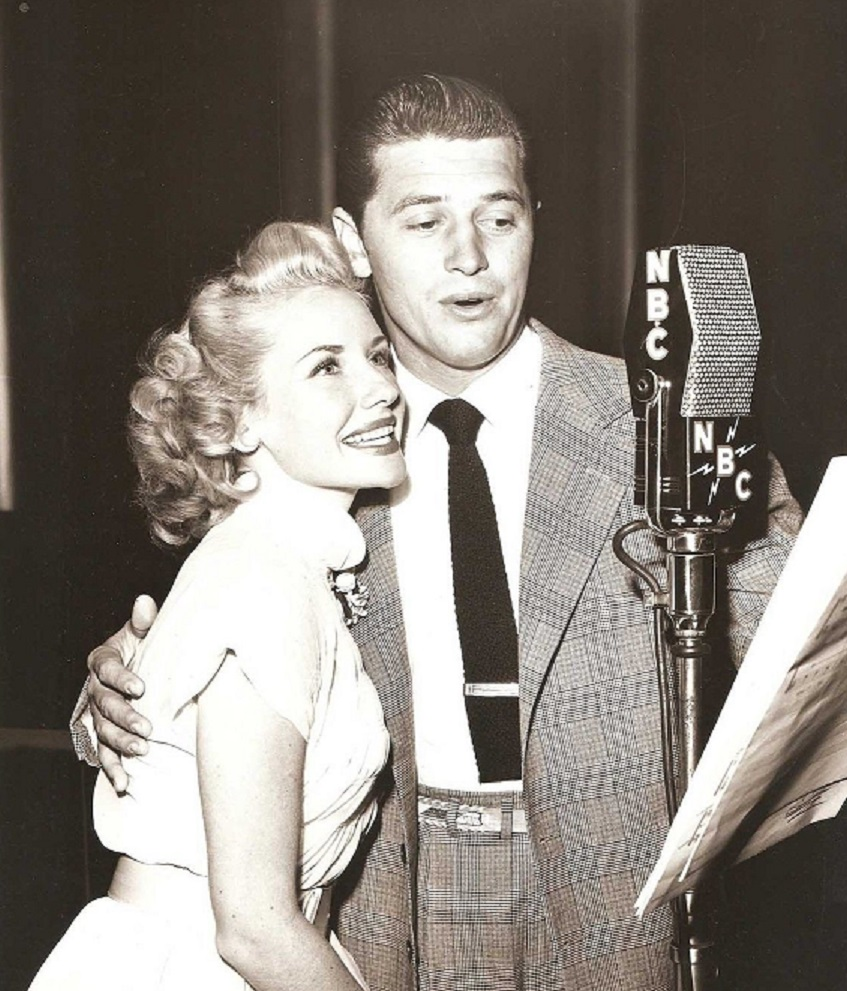
Lucille Norman & Gordon MacRae, The Railroad Hour, 1950

C'est d'abord par sa voix que Gordon MacRae commence sa carrière artistique. Dans les années 1930, on l'entend dans des dramatiques radiophoniques, puis comme chanteur baryton dans un orchestre. Il fait quelques apparitions à Broadway avant d'être remarqué à Hollywood. Il est engagé par la Warner après la guerre pour être le partenaire de Doris Day dans No, No, Nanette (Tea For Two) de David Butler en 1950. Il enchaîne ensuite pendant les années 1950 des comédies à succès, et fait carrière sur son physique d'américain « moyen » qui lui permet de s'adapter à tous les rôles. On le voit par la suite essentiellement dans des séries télévisées, avant un ultime retour au grand écran au début des années 1980.
Il a été marié de 1941 à 1967 avec l'actrice et chanteuse Sheila MacRae (1921-2014). De leur union sont nés quatre enfants, dont les actrices Heather MacRae (1946-) et Meredith MacRae (1944-2000).

## Filmographie
- 1948 : The Big Punch de Sherry Shourds : Johnny Grant
- 1949 : Le Grand Tourbillon (Look for the Silver Lining) de David Butler : Frank Carter
- 1950 : Du sang sur le tapis vert (Backfire) de Vincent Sherman : Bob Corey
- 1950 : Les Filles à papa (The Daughter of Rosie O'Grady) de David Butler : Tony Pastor
- 1950 : Return of the Frontiersman de Richard L. Bare : Logan Barrett
- 1950 : No, No, Nanette (Tea For Two) de David Butler : Jimmy Smith
- 1950 : Les Cadets de West Point (The West Point Story) de Roy Del Ruth : Tom Fletcher
- 1951 :  Le Bal du printemps (On Moonlight Bay) de Roy Del Ruth : William 'Bill' Sherman
- 1951 : La Ronde des étoiles (Starlift) de Roy Del Ruth : Lui-même
- 1952 : About Face de Roy Del Ruth : Tony Williams
- 1953 : La Maîtresse de papa (By the Light of the Silvery Moon) de David Butler : William 'Bill' Sherman
- 1953 : Le Nouveau Chant du désert (The Desert Song) de H. Bruce Humberstone : Paul Bonnard
- 1953 : Trois Marins et une fille (Three Sailors and a Girl) de Roy Del Ruth
- 1955 : Oklahoma ! de Fred Zinnemann : Curly McLain
- 1956 : Carrousel d'Henry King : Billy Bigelow
- 1956 : Les Rois du jazz (The Best Things in Life Are Free) de Michael Curtiz : B.G. 'Buddy' De Sylva
- 1978 : Zero to Sixty (en) de Don Weis : Officier Joe
- 1980 : The Pilot (en) de Cliff Robertson : Joe Barnes